# Ian McMillan
John McMillan, noto come Ian McMillan (Airdrie, 18 marzo 1931 – Airdrie, 16 febbraio 2024), è stato un calciatore scozzese, di ruolo attaccante.

## Biografia
John Livingstone "Ian" McMillan nacque ad Airdrie il 18 marzo 1931. 
Soprannominato The Wee Prime Minister (avendo un cognome quasi identico a quello di Harold Macmillan), iniziò la sua carriera con il club locale Airdrieonians nel 1948, diventando in seguito una leggenda del club. Segnò 102 gol in 249 presenze in campionato in dieci anni per il club in questo periodo, nel ruolo di attaccante interno (una posizione creativa di centrocampo nel gergo calcistico odierno).
McMillan fu ai Rangers dal 1958 al 1964, collezionando 127 presenze in campionato e 200 in tutte le competizioni, inclusa la finale della Coppa delle Coppe del 1961. I Gers persero quella partita contro la Fiorentina, ma il suo periodo fu comunque molto positivo, con quattro titoli della Scottish League (1958-59, 1960-61, 1962-63 e 1963-64), tre medaglie di vincitore della Scottish Cup (1960, 1962 e 1963) e due dalla Scottish League Cup (1960 e 1961). Nonostante il suo ruolo di primo piano in un grande club, continuò anche a lavorare nella sua altra professione come geometra minerario. Studiò geologia come studente all'Università di Edimburgo.
McMillan tornò agli Airdrieonians nel 1964 dove rimase per altri due anni, sebbene affetto da infortuni.
Giocò sei volte con la nazionale scozzese tra il 1952 e il 1961, segnando due volte, entrambe contro gli Stati Uniti nell'aprile del 1952. Fu nella squadra scozzese di 22 giocatori per la Coppa del Mondo del 1954, ma la SFA decise di portarne solo 13 alla finale, con McMillan che rimase a casa come riserva con giocatori del calibro di Bobby Combe e Jimmy Binning (anche l'attaccante George Hamilton fu messo in riserva, ma partì dopo che Bobby Johnstone si ritirò per infortunio). Fu anche l'ultimo giocatore sopravvissuto della squadra.
Morì il 16 febbraio 2024, un mese prima di compiere 93 anni.

## Palmarès

### Giocatore

#### Club
- Scottish Championship: 1

Airdrieonians: 1954-1955
- Campionato scozzese: 4

Rangers: 1958-1959, 1960-1961, 1962-1963, 1963-1964
- Coppa di Scozia: 4

Rangers: 1959-1960, 1961-1962, 1962-1963, 1963-1964
- Coppa di Lega scozzese: 3

Rangers: 1960-1961, 1961-1962, 1963-1964

#### Individuale
- Capocannoniere del campionato irlandese: 1

1926-1927 (17 gol)

### Allenatore
- Scottish Championship: 1

Airdrieonians: 1973-1974